# 高2→将軍
『高2→将軍』（こうに しょうぐん）は、アスクより2000年10月26日に発売された、PlayStation用ゲームソフトである。ジャンルは「チャレンジノベル」となっている。
2010年12月8日からハムスターよりゲームアーカイブスで配信中。

## 概要
シミュレーションパートとサウンドノベルパートが融合したゲーム。前半の学園シミュレーションで学力を上げたり女の子との相性を深め、後半は戦国時代にタイムスリップし前半のプレイヤー行動を受けたサウンドノベルが展開される。エンディング数は100パターン以上にもなる。

## ストーリー
時は2000年4月。高校生が突然、戦国時代にタイムスリップ。私立千石高等学校に通う主人公は、2年に進級したある日、いつもの道を学校へ急ぐ道程で奇妙な感覚に襲われる。気が付くとそこは戦国時代、タイムスリップしたことを徐々に理解し始めた主人公は、現代に戻ることを目指しとりあえず戦国時代で生き延びることを決意する。

## 主要人物
綾城美穂（あやしろ みほ）
声 - 長沢美樹
明るい性格の主人公の幼馴染。
沢双葉（さわ ふたば）
声 - 折笠富美子
お姉さんタイプの落ち着いた女の子。
雪村栞（ゆきむら しおり）
声 - 萩原えみこ
勉強大好きな眼鏡娘。
鈴宮真央（すずみや まお）
声 - 大原さやか
妹タイプの無邪気な女の子。
春日愛
声 - 茂呂田かおる
高飛車な学園一のお嬢様。
右京ともえ（うきょう ともえ）
声 - 夏樹リオ
隣のクラスから笑い声が聞こえるほど明るく活発な女の子。
鳴海一也（なるみ かずや）
声 - 遠近孝一
クラスメイト。